# Tritons de l'UC San Diego
Les Tritons de l'UC San Diego (en anglais : UC San Diego Tritons), sont un club omnisports universitaire de l'université de Californie à San Diego.
Ils participent aux compétitions universitaires organisées par la Big West Conference de la National Collegiate Athletic Association (NCAA).